# Black Star - Nati sotto una stella nera
Black Star - Nati sotto una stella nera  è un film del 2012, diretto da Francesco Castellani, prodotto da Rai Cinema, Point Film e Mario Orfini.

## Trama
Il film è liberamente ispirato ad una vera squadra di calcio formata da rifugiati, la "Liberi Nantes Football Club". A Roma, nel quartiere periferico di Pietralata un campetto da calcio viene conteso dagli abitanti del quartiere, a cui spetta per legge, e da un gruppo di immigrati che, sotto la guida di quattro italiani, hanno dato vita ad una associazione sportiva a carattere umanitario. La situazione si complica quando, messi alle strette dagli abitanti del quartiere che riescono ad ottenere un mandato di sgombero, la squadra di rifugiati occupa il campo da calcio.

## Colonna sonora

### Tracce
1. Espressivamente umano (musica: Ennio Morricone)
2. Del sacrificio (musica: Ennio Morricone)
3. Tony e il ragazzo (musica: Ennio Morricone)
4. Studi profondi (musica: Lucia Ronchetti)
5. Black Star (Main Theme) (musica: Alfred K Bufalo Kill)
6. Rifforend (musica: Alfred K Parolino & The Bufalo Kill)
7. Bufalokill (musica: Alfred K Parolino & The Bufalo Kill)
8. Fatica (musica: Alfred K Parolino & The Bufalo Kill)

## Distribuzione
Il film è stato presentato in anteprima fuori concorso al Festival internazionale del film di Roma 2012 e distribuito nelle sale italiane il 10 ottobre 2013.

## Riconoscimenti
Mibac
- Interesse Culturale Nazionale

Amnesty International Italia
- Strumento di divulgazione delle tematiche della migrazione per le scuole

UNHCR
- Film patrocinato[2].